# 정읍 용흥리 석불입상
정읍 용흥리 석불입상(井邑 龍興里 石佛立像)은 대한민국 전북특별자치도 정읍시 고부면의 해정사(海鼎寺) 절터 서북쪽 탑동마을 동편에 있는 높이 1.7m의 석불입상이다. 1981년 4월 1일 전라북도의 유형문화재 제97호로 지정되었다.

## 같이 보기
- 해정사

## 참고 자료
- 용흥리 석불입상 - 국가유산청 국가유산포털